# Kato Hidenori
Kato Hidenori (加藤 秀典 Kato Hidenori, sinh ngày 13 tháng 5 năm 1981) là một cựu cầu thủ bóng đá người Nhật Bản cho Veertien Mie.

## Thống kê câu lạc bộ
| Thành tích câu lạc bộ | Thành tích câu lạc bộ | Thành tích câu lạc bộ | Giải vô địch | Giải vô địch | Cúp                   | Cúp                   | Tổng cộng | Tổng cộng |
| Mùa giải              | Câu lạc bộ            | Giải vô địch          | Số trận      | Bàn thắng    | Số trận               | Bàn thắng             | Số trận   | Bàn thắng |
| Nhật Bản              | Nhật Bản              | Nhật Bản              | Giải vô địch | Giải vô địch | Cúp Hoàng đế Nhật Bản | Cúp Hoàng đế Nhật Bản | Tổng cộng | Tổng cộng |
| --------------------- | --------------------- | --------------------- | ------------ | ------------ | --------------------- | --------------------- | --------- | --------- |
| 2004                  | Sagan Tosu            | J2 League             | 16           | 0            | 2                     | 0                     | 18        | 0         |
| 2005                  | Sagan Tosu            | J2 League             | 21           | 1            | 1                     | 0                     | 22        | 1         |
| 2006                  | Sagan Tosu            | J2 League             | 27           | 0            | 1                     | 0                     | 28        | 0         |
| 2007                  | Sagan Tosu            | J2 League             | 10           | 1            | 3                     | 0                     | 13        | 1         |
| 2008                  | Sagan Tosu            | J2 League             | 12           | 0            | 0                     | 0                     | 12        | 0         |
| 2008                  | Gainare Tottori       | JFL                   | 12           | 1            | 0                     | 0                     | 12        | 1         |
| 2009                  | Gainare Tottori       | JFL                   | 25           | 0            | 0                     | 0                     | 25        | 0         |
| 2010                  | Gainare Tottori       | JFL                   |              |              |                       |                       |           |           |
| Tổng cộng sự nghiệp   | Tổng cộng sự nghiệp   | Tổng cộng sự nghiệp   | 123          | 3            | 7                     | 0                     | 130       | 3         |